# Velké kardinály
Velké kardinály či velká kardinální čísla je v teorii množin souhrnné označení pro kardinální čísla, jejichž existence je nezávislá na axiomech Zermelovy–Fraenkelovy teorie s axiomem výběru (ZFC). Existence či neexistence každého z těchto čísel má v ZF závažné důsledky týkající se zejména nekonečné kombinatoriky. Často však přijetí axiomu postulujícího existenci nějakého velkého kardinálu zásadně ovlivňuje vlastnosti o kardinálech malých ({\displaystyle \aleph _{1},\aleph _{2},} …).
Pojem „velký kardinál“ není exaktní pojem ve smyslu „kardinál se nazývá velký, právě když pro něj platí...“. Je to souhrnný pojem pro mnoho exaktních definic - měřitelný kardinál, nedosažitelný kardinál,  slabě kompaktní kardinál atd. - které mají řadu společných rysů, mj.: 
- Existence takových kardinálů není (nebo alespoň není známo, že by byla) ani dokazatelná, ani vyvratitelná ze ZFC, je-li ZFC konzistentní.
- U mnohých z nich má jejich (ne)existence velký vliv na chování běžně studovaných objektů : funkcí, topologických prostorů atd. 
  - Například z existence některých velkých kardinálů plyne, že existuje model ZF, a tedy že neexistuje přirozené číslo reprezentující důkaz sporu v ZF. Věta o úplnosti totiž dokazuje, že sporná teorie nemůže mít model. Existence takového kardinálu tedy významně ovlivňuje vlastnosti tak „malé a přehledné“ množiny, jako jsou přirozená čísla.

## Historie
Počátky studia velkých kardinálů sahají do poloviny 20. století, kdy začaly být zkoumány Alfredem Tarskim a později jeho žáky.

## Vztahy mezi velkými kardinály
Je jistě zajímavé, že velké kardinály jsou téměř lineárně uspořádány relací inkluze (a ještě „lineárněji“ relací relativní bezespornosti existence), a to přesto, že pocházejí často z velmi vzdálených částí matematiky.

## Seznam velkých kardinálů
V následujícím výčtu jsou velké kardinály seřazeny podle velikosti od nejmenšího (v některých případech není přesné zařazení dle velikosti známo, pak je příslušný kardinál uveden někde v oblasti nejužšího známého omezení):
- slabě nedosažitelný kardinál
- nedosažitelný kardinál
- α-nedosažitelný kardinál
- hypernedosažitelný kardinál
- slabě Mahlův kardinál
- Mahlův kardinál
- α-Mahlův kardinál
- hyperMahlův kardinál
- slabě kompaktní kardinál
- {\displaystyle \Pi _{n}^{m}}-nepopsatelný kardinál
- totálně nepopsatelný kardinál
- λ-nesložitelný kardinál
- nesložitelný kardinál
- subtilní kardinál
- téměř nevýslovný kardinál
- nevýslovný kardinál
- n-nevýslovný kardinál
- totálně nevýslovný kardinál
- pozoruhodný kardinál
- Erdösův kardinál κ(α)
- skoroRamseyův kardinál
- Jónssonův kardinál
- Rowbottomův kardinál
- Ramseyův kardinál
- nevýslovněRamseyův kardinál
- měřitelný kardinál
- λ-silný kardinál
- silný kardinál
- Woodinův kardinál
- slabě hyperWoodinův kardinál
- Shelahův kardinál
- hyperWoodinův kardinál
- supersilný kardinál
- subkompaktní kardinál
- silně kompaktní kardinál (přesná síla neznámá: > Woodinův kardinál, ≤ superkompaktní)
- superkompaktní kardinál
- rozšiřitelný kardinál
- η-rozšiřitelný kardinál
- Vopěnkův kardinál
- skoroobří kardinál
- superskoroobří kardinál
- obří kardinál
- superobří kardinál

- Kunenova bariéra (strop pro velké kardinály nezávislé na ZFC)

- Reinhardtův kardinál (jeho existence je ve sporu s axiomem výběru, pouze v ZF však vyvratitelná není)